# Podilśke (rejon tulczyński)
Podilśke (ukr. Подільське) – wieś na Ukrainie, w obwodzie winnickim, w rejonie tulczyńskim, w hromadzie Tulczyn. W 2023 liczyła 1790 mieszkańców.